# Johann Stobbe

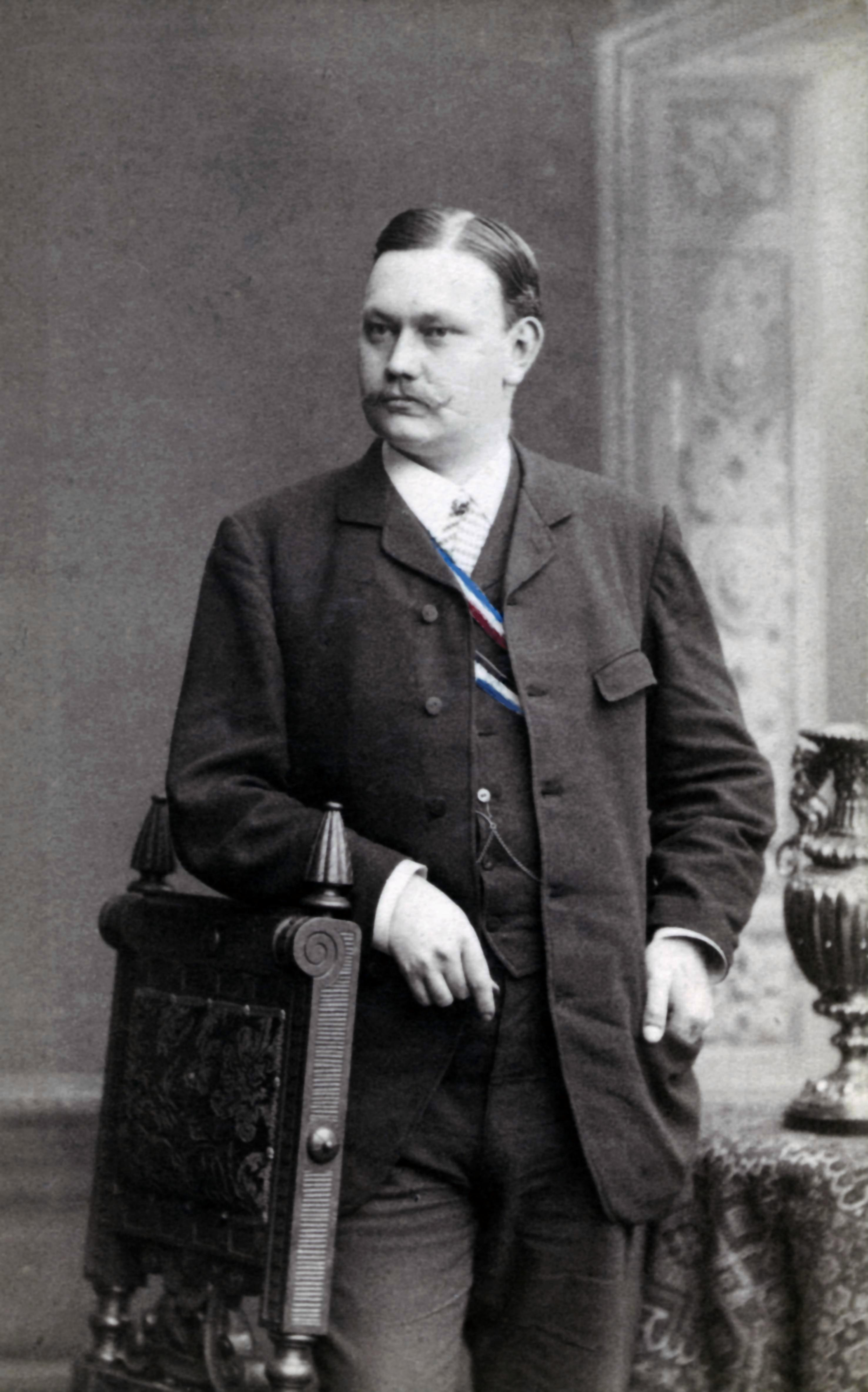
Johann Stobbe

Johann (Hans) Stobbe (* 9. Juni 1860 in Tiegenhof bei Danzig; † 3. August 1938 in Leipzig) war ein deutscher Chemiker.

## Leben
Stobbe, Sohn des Kaufmanns und Brauereibesitzers Adolph Stobbe (1835–1885), besuchte die Bürgerschule in Tiegenhof und das Realgymnasium in Danzig und Elbing. Nach dem Abitur (1881) studierte er zuerst Kunstwissenschaft und dann Chemie an der Ruprecht-Karls-Universität Heidelberg, der Ludwig-Maximilians-Universität München, der Kaiser-Wilhelms-Universität Straßburg und der Universität Leipzig. Er wurde im Corps Rhenania Heidelberg (1882) und im  Corps Suevia München (1883) aktiv. Mit einer Doktorarbeit bei Johannes Wislicenus (dessen Assistent er war) wurde er 1889 in Leipzig zum Dr. phil. promoviert. Nach der Habilitation 1894 wurde er in Leipzig Privatdozent, Extraordinarius (1899) und 1904 o. Professor für Organische Chemie. 1928 wurde er emeritiert. Als Emeritus unterzeichnete er im November 1933 das Bekenntnis der deutschen Professoren zu Adolf Hitler.
Stobbes Bedeutung lag in der Organischen Chemie, unter anderem der Harze und Lacke. Zum Beispiel befasste er sich 1909 mit der Polymerisation von Styren. Seine Veröffentlichungen über phototropische Substanzen galten als bahnbrechend (das sind solche, die bei Lichteinwirkung ihre Farbe ändern). Stobbe entdeckte das Phänomen bei Polyen-Farbstoffen, die er als Erster synthetisierte (und Fulgensäuren nannte). Er entdeckte 1893 die nach ihm benannte Stobbe-Kondensation von Ketonen oder Aldehyden mit Bernsteinsäureestern. Im Auftrag der Sächsischen Akademie der Wissenschaften leitete er die Redaktion des Biographisch-literarischen Handwörterbuchs zur Geschichte der exacten Wissenschaften (Poggendorff). Bis zu seinem Tod erschienen drei Bände.

## Mitgliedschaften
- Deutsche Akademie der Naturforscher Leopoldina (1909)
- Sächsische Akademie der Wissenschaften (1909)